# برديات بروكلين
برديات بروكلين (47.218.48 و47.218.85، وتعرف أيضًا باسم برديات بروكلين الطبية) هي أوراق بردي طبية يعود أصلها إلى مصر القديمة، حيث تعد إحدى أقدم الكتابات المحفوظة حول الطب وعلم الأفاعي. ويرجع تاريخ المخطوط إلى حوالي عام 450 قبل الميلاد، حيث يتم الاحتفاظ به اليوم في متحف بروكلين في نيويورك.

## المخطوط
تتألف برديات بروكلين من مجموعة لفائف من أوراق البردي مقسمة إلى جزأين وبعض الأجزاء المفقودة، ويقدر إجمالي طولها بحوالي 175 × 27 سم. أما النص فيوجد على جانب الصفحة اليمنى من الأوراق. وتشير الأرقام المختلفة إلى الجزء العلوي (-48، 66.5 × 27.5 سم) والجزء السفلي (-85، 66.5 × 27.5 سم) من الأوراق.
وتعد هذه المخطوطة مجموعة، يشرح الجزء الأول منها بشكل منهجي عددًا من الثعابين المختلفة، ويصف الجزء الثاني علاجات مختلفة للدغات الأفاعي. كما يتضمن المخطوط أيضا علاجًا للدغات العقرب ولدغات العنكبوت.
ويعود تاريخ لفائف البردي إلى الفترة بين عامي 660 و330 قبل الميلاد أي في عهد الأسرة المصرية الثلاثين تقريبًا. ومع ذلك، فإن النص قد كتب بالطريقة التي كانت دارجة أثناء الدولة الوسطى، وهو ما قد يشير إلى أن أصلها يعود إلى الأسرة المصرية الثلاثين.

## تاريخ البرديات
من غير المعروف حتى الآن تاريخ اكتشاف الأوراق. فقد اشتراها تشارلز إدوين ويلباور عام 1889 تقريبًا وتبرعت بها ابنته ثيودورا ويلباور للمتحف في وقت مبكر من ثلاثينيات القرن العشرين. أما أصلها فقد يعود إلى مدينة أون القديمة.
وفي عام 1989، نشر عالم المصريات الفرنسي سرج سونرو وصفًا مفصلاً للمخطوطة في كتابه "Un traité égyptien d’ophiologie - Papyrus du Brooklyn Museum nos 47.218.48 et 85" 
وفي الوقت الحاضر، فإن هذه المخطوطة غير متاحة للعرض في متحف بروكلين. وأرقام الأرشيف هي 47.218.48 و47.218.85.

### Literature
- Nunn, John Francis Ancient Egyptian Medicine, page 40. University of Oklahoma Press, 2002. ISBN 0-8061-3504-2
- Sauneron, Serge Un traité égyptien d'ophiologie. المعهد الفرنسي للآثار الشرقية, 1989. ISBN 978-2-7247-0077-0

## وصلات خارجية
- image: Brooklyn papyrus -48
- image: Brooklyn papyrus -85